# Basilica di Sant'Antonio
De Sint-Antoniusbasiliek, voluit de Pontificale basiliek van Sint-Antonius van Padua (Italiaans: Basilica Pontificia di Sant'Antonio di Padova) is een pontificale basiliek in Padua in Italië.
De basiliek werd tussen 1232 en 1450 in romaans-gotische stijl gebouwd om het graf te herbergen van de heilige Antonius van Padua, gestorven in 1231 in Arcella, een stadsdeel van Padua. De kerk is een belangrijk bedevaartsoord.
Op de plek stond voorheen de Santa Maria Mater Domini, die deels in het nieuwe bouwwerk is geïntegreerd als de Kapel van de Zwarte Madonna. De fresco's in deze kapel zijn aan het begin van de veertiende eeuw gemaakt door de kunstenaar Giotto. Alle fresco's in de Basilica di Sant'Antonio maken onderdeel uit van Padua's 14e-eeuwse frescocycli, die sinds 2021 UNESCO-werelderfgoed zijn.
In de basiliek bevinden zich verschillende praalgraven. In één ervan liggen Pietro Marchetti en Domenico Marchetti, een vader en zoon die hoogleraar chirurgie en anatomie aan de universiteit van Padua waren. De graftombe van generaal Caterino Corner is in 1674 gemaakt door Josse de Corte.